# Kenneth Sivertsen (Musiker)
Kenneth Sivertsen (* 16. Januar 1961 in Mosterhamn, Kommune Bømlo (Norwegen); † 24. Dezember 2006 in Bergen) war ein norwegischer Gitarrist, Liedermacher, Jazzsänger, Komponist und Humorist.

## Kindheit und Jugend
Sivertsen debütierte als 8-Jähriger an der Bassgitarre auf einer Weihnachtsfeier. Einige Jahre später gründete er mit einigen Freunden die Gruppe "One Two Three". Nach dem Schulabschluss ging er 1977–1979 auf die Volkshochschule in Voss, ein Aufenthalt, der viel für seine weitere musikalische Entwicklung bedeutete. Mehrere der damals entstandenen Gitarrenstücke wurden 1988 auf der Platte Spør Vinden veröffentlicht.
Sivertsen war größtenteils Autodidakt, aber erhielt auch kurze Zeit Gitarrenunterricht durch Torbjørn Wiberg und Arild Hansson und Kompositionslehre durch Magnar Åm.

## 1980er Jahre
1981 schrieb er seine erste Symphonie, Håp, die drei Jahre später vom Philharmonischen Orchester in Oslo uraufgeführt wurde. 1983 gab Sivertsen seine erste Platte, Einsam Flygar, heraus, die von Erik Hillestad produziert und von der Kirkelig Kulturverksted herausgegeben wurde.
Über die 80er Jahre hinaus wurde Sivertsen durch verschiedene Fernseh- und Radioauftritte und ausgedehnte Tourneen, u. a. mit Jan Eggum, bekannt. 1984 komponierte er seine zweite Symphonie, Timeglaset og Morgonstjerna, und im Jahr darauf folgte die Jazzplatte Amalgamation. Das Werk Himmelsyn wurde 1988 von der Vereinigung der norwegischen Populärautoren zum Werk des Jahres gekürt.

## 1990er Jahre
Sivertsen wurde schließlich als ein vielseitig begabter Künstler bekannt und arbeitete mit berühmten amerikanischen Jazzmusikern wie Michael Brecker, Mike Mainieri, Tony Levin und Bob Mintzer zusammen. In den USA wurden Remembering North (1993) und One Day In October (1998) herausgegeben und erhielten glänzende Kritiken bei der ausländischen Presse.
Von 1993 bis 1998 lebte und arbeitete er zusammen mit der Sängerin Herborg Kråkevik. Diese Zusammenarbeit resultierte unter anderem in der erfolgreichen Vorstellung Cabaret und Kråkeviks Platte Mi Haugtussa.
Auf mehreren seiner Platten vertonte Sivertsen Gedichte von seiner Schwester Solfrid Sivertsen, Birger Røksund, Halldis Moren Vesaas und Aslaug Vaa. Auch mit dem Dichter Jon Fosse arbeitete er teilweise zusammen.
Neben seinen eigenen Platten wirkte Sivertsen auch mit auf Ausgaben von unter anderem Sigvart Dagsland, Anne Karin Kaasa, Johannes Kleppevik und Aftenlandet.

## 2000er Jahre
Am 27. Februar 2005 stürzte Kenneth Sivertsen auf dem Kai in Haugesund als Folge eines Epilepsieanfalls und zog sich gleichzeitig eine Hirnblutung zu. Aufgrund großer Blutansammlungen im Kopf mussten Teile der Schädeldecke entfernt werden. Die Teile wurden vorübergehend eingefroren und später wieder eingepflanzt, aber Sivertsen erlitt erneute Blutungen und musste weitere Operationen über sich ergehen lassen.
Im November und Dezember 2006 fanden ihm zu Ehren in Bømlo vier Konzerte statt. Die Konzertserie hieß nach einer seiner Platten Draumespor und zeigte die Breite seiner Karriere als Komponist.
Kenneth Sivertsen starb am 24. Dezember 2006, 45 Jahre alt, im Universitätskrankenhaus Haukeland in Bergen. Die Beerdigung fand am 29. Dezember 2006 in Bømlo statt.

## Schallplatten
- Einsam Flygar (1983) – Lieder
- Amalgamation (1985) – Jazz
- Spør Vinden (1988) – Lieder
- Flo (1990) – Pop/Lieder
- Remembering North (1993) – Jazz
- High Tide (1994) – Pop/Lieder
- Den Lilla Kvelven (1995) – Kammermusik, mit Gedichten von Jon Fosse
- Draumespor (1996) – Pop/Lieder
- Brytningstid (1997) – Auftragsarbeit
- Melk og Honning (1998) – religiöse Lieder
- One Day In October (1998) – Jazz
- Det Var Ein Gong (1998) – Weihnachtssingle
- Blod og Bensin (2000) – Pop/Rock/Lieder
- Fløyel (2004) – Mischung alter und neuer Werke

## Andere Herausgaben
- Kenneth Sivertsen/Eyvind Solås/Magnar Åm: Sivertsen/Solås/Åm (1990) – inkl. Sivertsens Komposition "For Ope Hav"
- Herborg Kråkevik: Mi Haugtussa (1995) – produziert und vertont von Kenneth Sivertsen
- Hansakvartetten: Musikk av Hvoslef, Bergh og Sivertsen (2002) – inkl. "Steingarden"

## Hauptwerke
- Largo i B-Moll (Dezember) (1980) – für Tenorsaxophon, Klavier und Streichorchester
- Spør vinden (1981) – für Cello und Gitarre
- Miniature suite (1981) – für Bläsertrio
- Håp – Symfoni nr. 1 (1981/84) – uraufgeführt vom Osloer Philharmonischen Orchester
- For ope hav I (1983) – Kammerversion
- For ope hav II (1983) – Orchesterversion
- Timeglaset og Morgonstjerna – Symfoni nr. 2 (1984/89) – uraufgeführt vom Osloer Philharmonischen Orchester
- Festens gave (1984) – für Chor, Flöte und Piano
- Før og etterdønning (1985) – für Kammerbesetzung
- Døtrene (1987) – für Chor, Violine und Gitarre
- Himmelsyn (1987) – Für Chor, Jazzband und Orchester
- Dragning (1989) – für Klarinette und Streichorchester
- Theatermusik (1990) – zum Stück "Da jeg var liten var jeg vill og gal", DNS
- Whistling wind (1990) – für Mädchenchor, Flöte, Piano und Synthesizer
- Fylg tanken (1990) – für u. a. Kinderchor, Hardingfiedel und E-Gitarre
- Buicken (1991) – Filmmusik mit Reidar Skår
- Brevet til Loise (1991) – für Mädchenchor, Piano, Cello, Querflöte
- Steingarden (1991) – für Streichquartett
- På veg til Hardanger (1992) – für u. a. Hardingfiedel, Tenorsaxophon und Piano
- Jordbær under sneen (1993) – für Streicher, Jazzorchester mit Gesangssolist
- Eiketreet (1994) – für Mundharmonika und Streicher
- Brytningstid (1995) – Festspielballett zu Carte Blanche
- Sollandet frå grav (2000) – für Trompete
- Requiem (2003) – Auftragswerk zu den Festspielen i Bergen